# Dicranota fumipennis
Dicranota fumipennis är en tvåvingeart som beskrevs av Alexander 1941. Dicranota fumipennis ingår i släktet Dicranota och familjen hårögonharkrankar. Inga underarter finns listade i Catalogue of Life.